# František Stejskal
František Stejskal (8. července 1910 – 10. října 1943) byl rakouský fotbalový obránce, vídeňský Čech. V Náchodě se oženil a později odešel do SK Baťa Zlín. Nepodařilo se mu včas si opatřit československé občanství a musel sloužit v německém wehrmachtu, k němuž neměl žádný vztah. Zahynul na východní frontě při ústupu německých vojsk v roce 1944.

## Fotbalová kariéra
V československé lize hrál za SK Náchod a SK Baťa Zlín. Za SK Náchod nastoupil v lize v 93 utkáních, vstřelil v nich 11 branek a je v počtu ligových utkání z hráčů Náchoda na pátém místě. Celkem nastoupil ve 128 prvoligových utkáních, vstřelil 13 branek.

## Ligová bilance
| Ročník                    | Zápasy | Góly | Klub         |
| ------------------------- | ------ | ---- | ------------ |
| 1. asociační liga 1932/33 | 14     | 4    | SK Náchod    |
| 1. asociační liga 1933/34 | 18     | 1    | SK Náchod    |
| Státní liga 1935/36       | 26     | 1    | SK Náchod    |
| Státní liga 1936/37       | 21     | 2    | SK Náchod    |
| Státní liga 1937/38       | 14     | 3    | SK Náchod    |
| Státní liga 1938/39       | 21     | 0    | SK Baťa Zlín |
| Národní liga 1939/40      | 13     | 2    | SK Baťa Zlín |
| Národní liga 1940/41      | 4      | 0    | SK Baťa Zlín |
| CELKEM                    | 131    | 13   |              |